# Рівілья-де-Барахас
Рівілья-де-Барахас (ісп. Rivilla de Barajas) — муніципалітет в Іспанії, у складі автономної спільноти Кастилія-і-Леон, у провінції Авіла. Населення — 78 осіб (2010).
Муніципалітет розташований на відстані близько 120 км на північний захід від Мадрида, 36 км на північний захід від Авіли.
На території муніципалітету розташовані такі населені пункти: (дані про населення за 2010 рік)
- Паласіо-де-Кастронуево: 2 особи
- Рівілья-де-Барахас: 76 осіб

## Демографія
Динаміка населення (INE ):